# Schorrenzoutgras
Schorrenzoutgras (Triglochin maritima, synoniem: Triglochin maritimum) is een kruidachtige, meerjarige plant uit de zoutgrasfamilie (Juncaginaceae). De soort staat op de Nederlandse Rode lijst van planten als vrij zeldzaam en sterk afgenomen. Het aantal chromosomen is 2n = 48.

## Kenmerken
De plant heeft rechtopgaande stengels, die scheef uit de grond komen. De tot 4 mm brede bladeren hebben geen bladsteel, zijn grondstandig, lijn- tot lintvormig, spits aan de top en gaafrandig. Ze verspreiden na kneuzing een sterke, zurige geur die volgens sommigen ook wel doet denken aan frituurlucht. Het blad heeft een 1-1,8 mm lang tongetje. De plant is giftig voor op kwelders grazend vee en andere  zoogdieren, vanwege cyanideverbindingen.
De plant bloeit tussen mei en augustus. De bloeiwijze is een aarvormige tros, die dichter is dan die van het moeraszoutgras (Triglochin palustris). De individuele bloemen bestaan uit zes groene bloemdekbladen, zes meeldraden en een stamper met zes stempels. De vruchtbeginsels zijn bovenstandig en drie daarvan groeien uit tot 5 mm lange en 1,5 mm brede, driedelige splitvruchten, die bij rijpheid afvallen.
Verwarring is bij niet-bloeiende exemplaren mogelijk met de zeeweegbree (Plantago maritima), die in dezelfde gebieden kan worden aangetroffen. Bij de zeeweegbree zijn de bladeren op een dwarse doorsnede vlak en ondiep gegroefd en bij het schorrenzoutgras zijn deze halfcirkelvormig. Daarnaast geurt een gekneusd zeeweegbreeblad niet zo sterk als dat van het schorrenzoutgras.

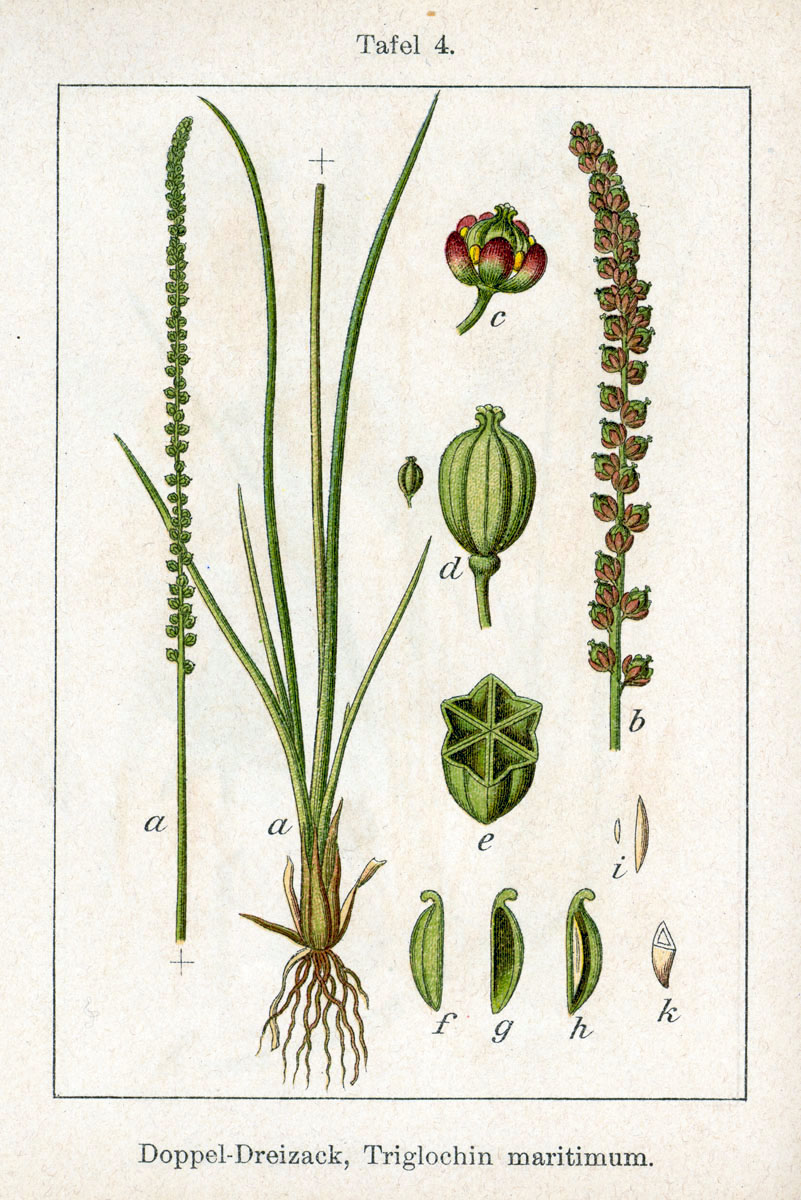
Botanische afbeelding
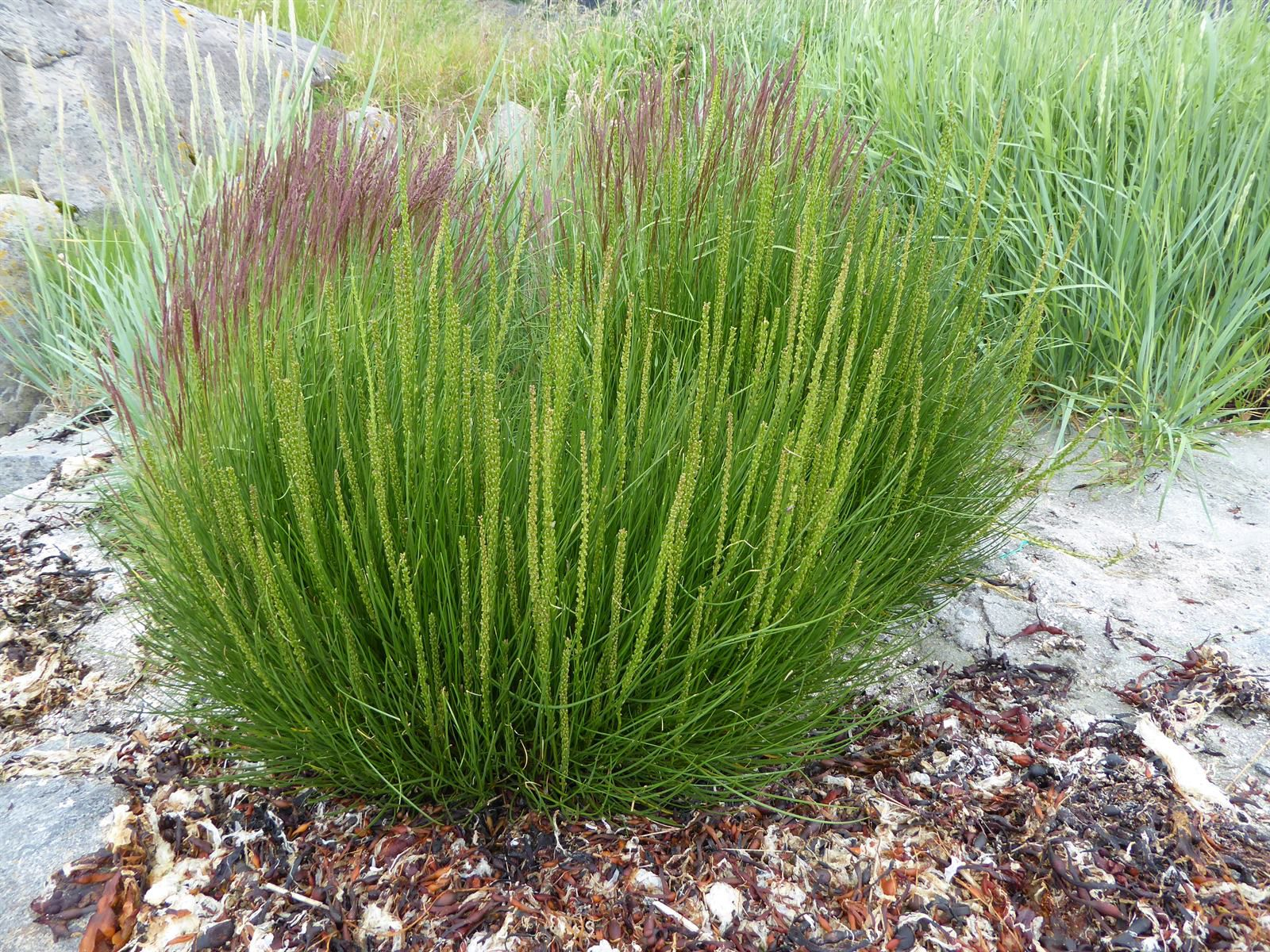
Plant
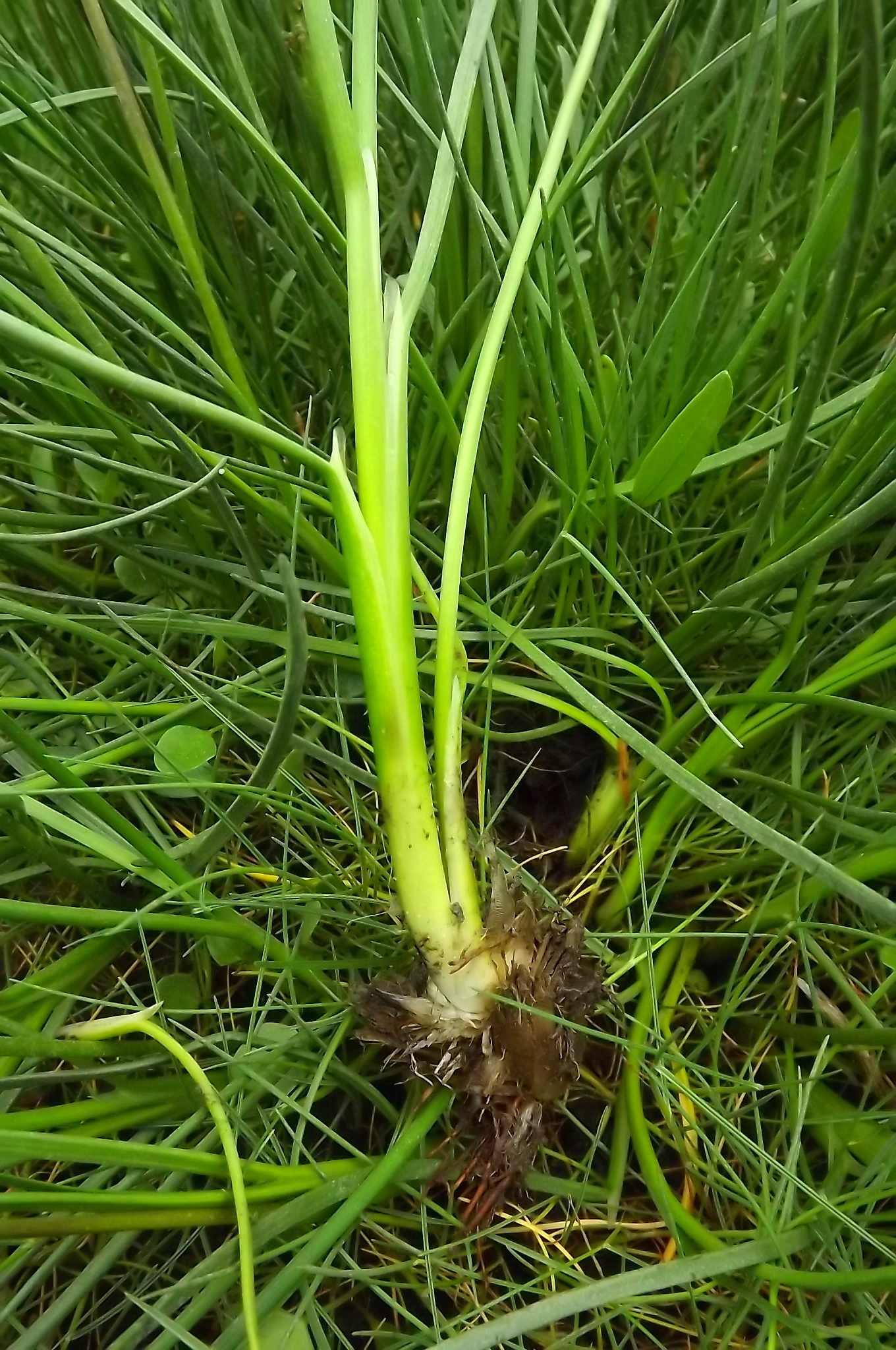
Plantvoet
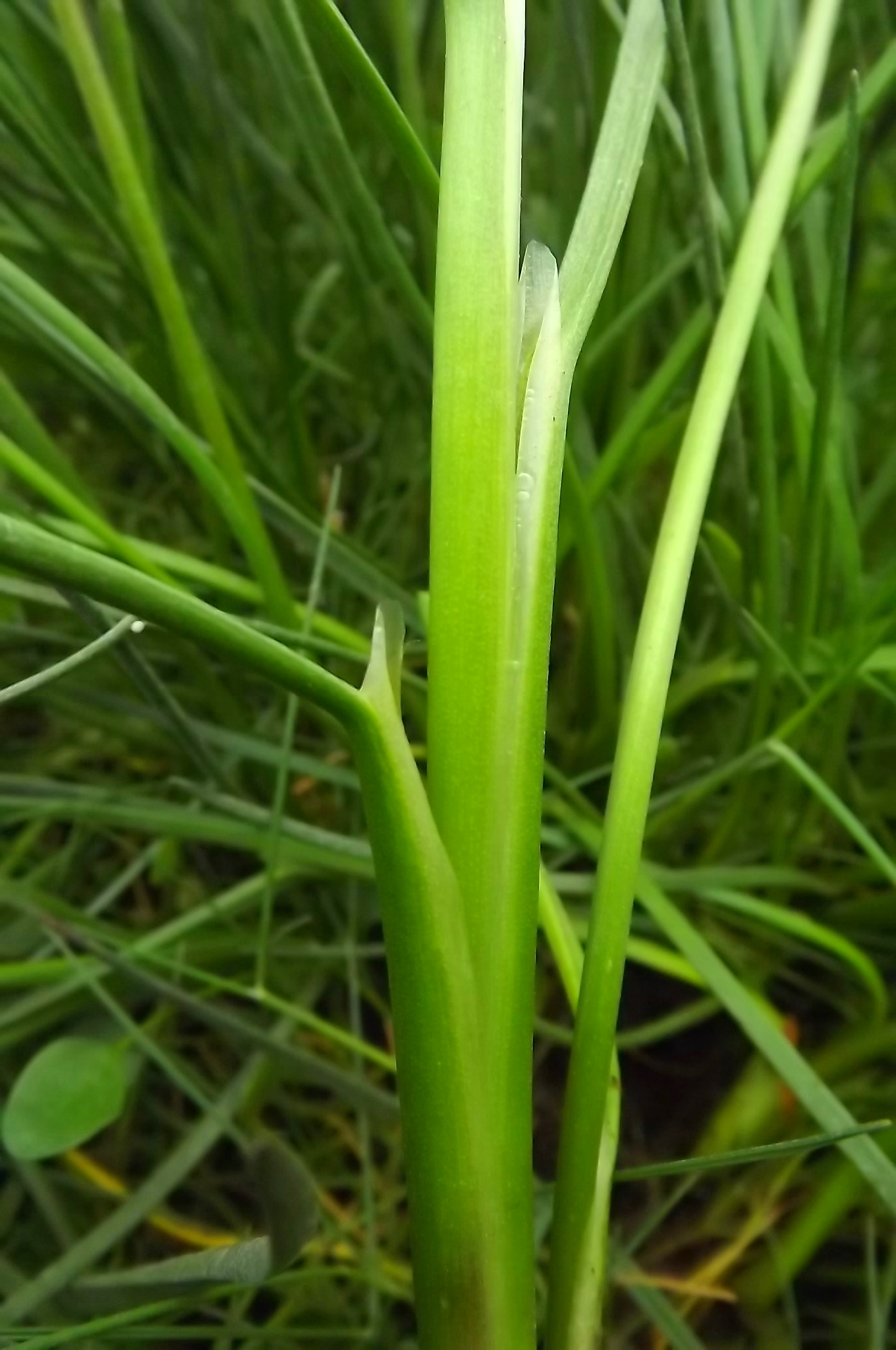
Blad
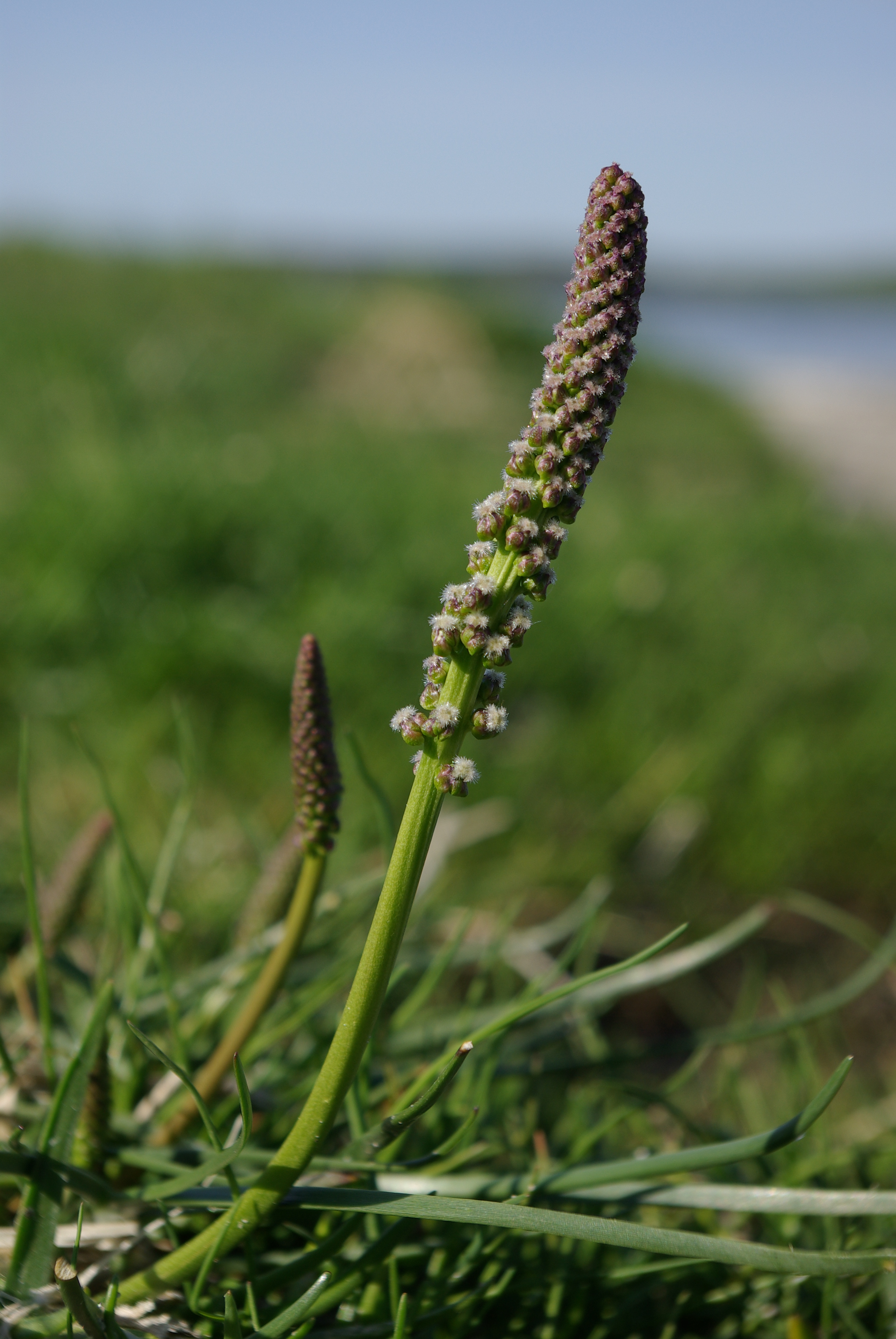
Bloeiwijze
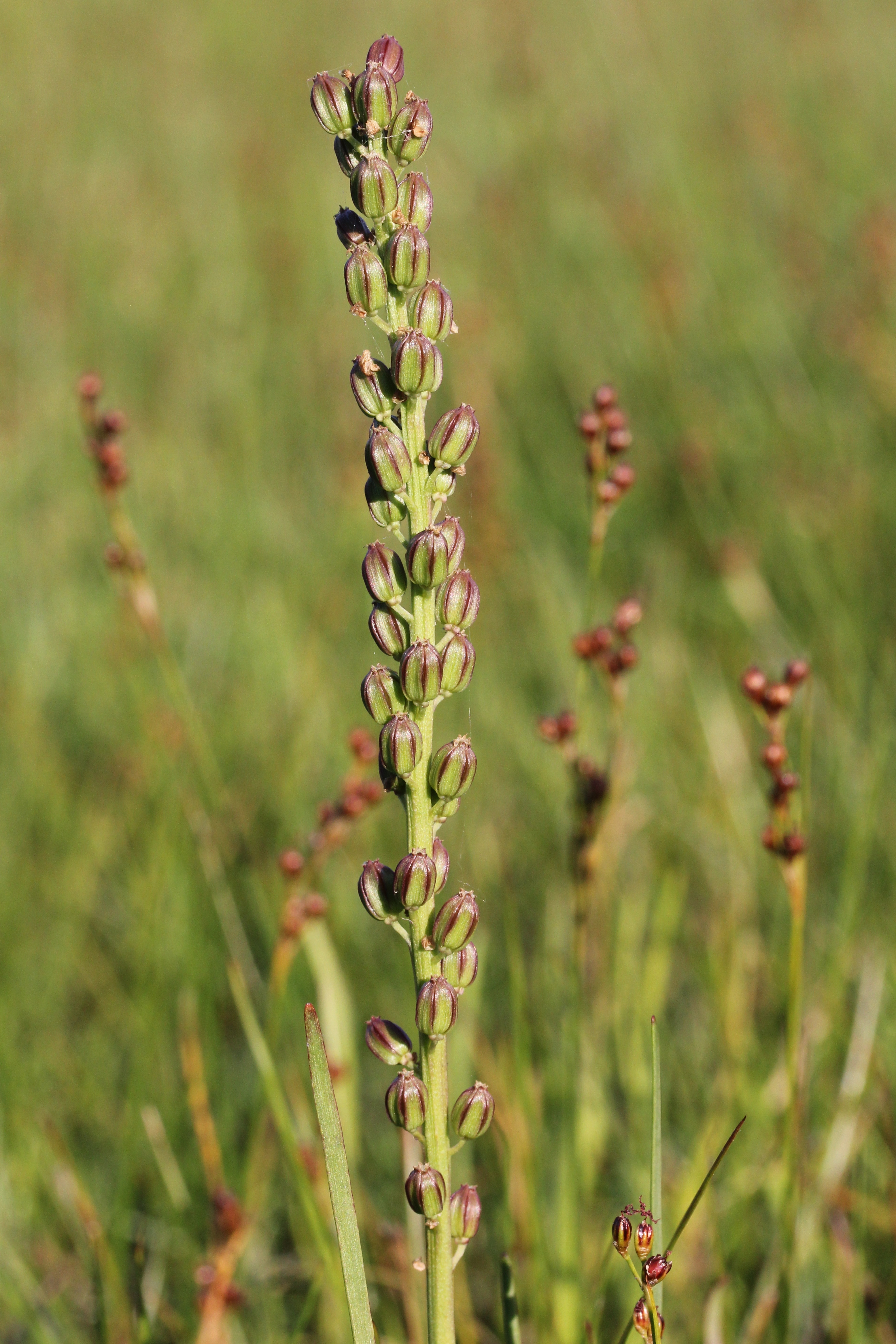
Vruchten
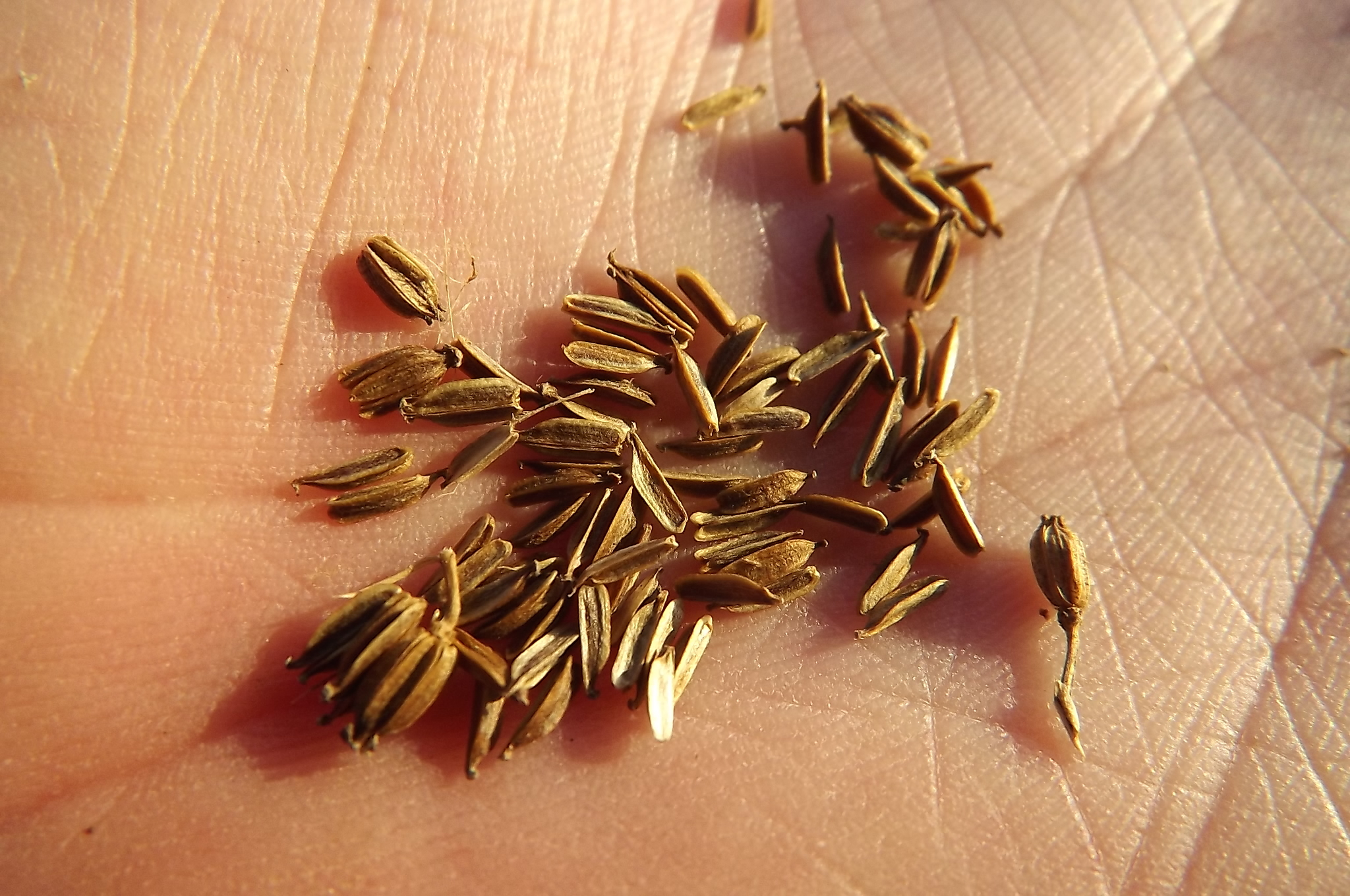
Vruchten

## Ecologie en verspreiding
Schorrenzoutgras groeit op zonnige, open plaatsen op vochtige tot natte, matig voedselrijke tot voedselrijke, zilte tot zelden niet zilte, slibrijke zand- en veengrond. Het staat op plekken waar het water blijvend of tijdelijk stagneert. Zoals in kommen, drassig brak land, inlagen, zilt hooiland, natte duinvalleien, moerassige graslanden, aan greppels, gegraven poeltjes, riviermondingen, oevers van brak water, op strandvlakten, schorren, kwelders en in veengebieden op grote afstand van de kust. In Nederland is schorrenzoutgras algemeen in het getijdengebied, en vrij zeldzaam in Zeeland, noordelijk Noord-Holland en langs het IJsselmeer. Schorrenzoutgras gaat achteruit in Nederland. Als gevolg van verzoeting is zij langs een groot deel van het voorheen brakke IJsselmeer wel verdwenen. Schorrenzoutgras is kensoort voor de zeeaster-klasse, deze klasse omvat plantengemeenschappen van voornamelijk overblijvende planten, die groeien op zilte en brakke gronden.

## Plantengemeenschap
Schorrenzoutgras is een kensoort voor de zeeaster-klasse (Asteretea tripolii), een groep van plantengemeenschappen van zilte tot brakke gronden van buitendijkse terreinen in estuaria.

## Toepassing
In de kuststreken van Noordwest-Duitsland wordt de stengel van de plant, gekookt, als traditioneel gerecht wel als groente gegeten (Röhrkohl, letterlijk vertaald: buiskool). Vanwege de beschermde status is het in het wild verzamelen ervan beperkt tot kleine hoeveelheden  en tot de maanden mei en juni. Bovendien is een speciale vergunning  vereist.
In het verleden werden de geroosterde vruchten  van de plant hier en daar in Amerika, met name in Californië,  door de inheemse bevolking gegeten of in een warme drank verwerkt.
Wanneer men de plant verbrandt, komt natriumcarbonaat (soda) vrij. In het verleden verzamelde men de plant voor de winning van deze hulpstof wel voor de fabricage van glas.